# Campionat d'Espanya de bàsquet femení de 1952
El V Campionat d'Espanya de bàsquet femení (oficialment en castellà, Campeonato de España de Baloncesto femenino) fou la sisena edició de la Copa espanyola. Se celebrà el 26 d'octubre de 1952 a la pista del Club Apolo de Barcelona i fou organitzada per la Federació Espanyola de Basquetbol. Hi competiren el CE Hispano Francès, campió de Catalunya, i la Secció Femenina de Madrid, campió de Castella.
Es proclamà campió la Secció Femenina de Madrid, que guanyà per 32 a 20 a l'Hispano Francès i aconseguí el seu cinquè títol de forma consecutiva. Individualment, destacaren la jugadora Margarita Honrubia, amb 22 punts, màxima anotadora de la final, per part madrilenya, i T. Nin, amb 9 punts, per part catalana.

## Final
| 26 d'octubre de 1952 12:00 CET | Secció Femenina de Madrid        | 32–20 | CE Hispano Francès | Pista del Club Apolo, Barcelona Àrbitres: Pastor i Martínez |
| 26 d'octubre de 1952 12:00 CET | Resultat per meitats: 26-11, 6-9 |       |                    | Pista del Club Apolo, Barcelona Àrbitres: Pastor i Martínez |
| 26 d'octubre de 1952 12:00 CET | Pts: Honrubia 22                 |       | Pts: T. Nin 9      | Pista del Club Apolo, Barcelona Àrbitres: Pastor i Martínez |

| SF Madrid | Hispano Francès |

| #     | Pos.  | Jugadora           | Pts |
| ----- | ----- | ------------------ | --- |
|       |       | Margarita Honrubia | 22  |
|       |       | Pozas              | 4   |
|       |       | Casa               | 4   |
|       |       | Vela               | 2   |
|       |       | Martínez           | 0   |
|       |       | Redondo            | 0   |
|       |       | Godía              | 0   |
| Total | Total | Total              | 32  |

| Campió d'Espanya de 1952               |
| -------------------------------------- |
| Secció Femenina de Madrid Cinquè títol |

| #     | Pos.  | Jugadora | Pts |
| ----- | ----- | -------- | --- |
|       |       | M. Nin   | 1   |
|       |       | T. Nin   | 9   |
|       |       | Soley    | 4   |
|       |       | Colom    | 1   |
|       |       | Mathias  | 3   |
|       |       | Pueo     | 2   |
|       |       | Jornet   | 0   |
|       |       | Giovanni | 0   |
| Total | Total | Total    | 20  |